# ديوغو سيلفا (لاعب كرة قدم برازيلي)
ديوغو سيلفا هو لاعب كرة قدم برازيلي في مركز الدفاع، ولد في 11 يناير 1995 في ساو باولو في البرازيل.